# Тжикузу, Разундара
Разундара Тжикузу (нем. Razundara Tjikuzu; род. 12 декабря 1979, Свакопмунд) — намибийский футболист. Выступал на позициях правого защитника и полузащитника.

## Карьера

### Клубная
Родился в городе Свакопмунд, который до 1990 года находился под протекторатом ЮАР. В юности переехал в Германию, где занимался в системе «Вердера». А августе 1999 года в возрасте 19 лет футболист дебютировал за основной состав клуба в Бундеслиге. За «Вердер» защитник выступал до 2003 года. Перед его победным сезоном в чемпионате Германии, Тжикузу перешел в «Ганза». Позднее он играл за другой коллектив Бундеслиги «Дуйсбург».
С 2006 по 2011 годы намибиец выступал за ряд команд из чемпионата Турции. В феврале 2007 года Тжикузу тренировался в составе российского клубе Премьер-Лиги «Сатурн». Однако после трехдневного просмотра тренеры «инопланетян» приняли решение не заключать контракт с африканцем.
Завершал свою карьеру футболист в Намибии.

### В сборной
За сборную Намибии Тжикузу дебютировал 12 июля 1997 года в матче отборочного турнира Кубка африканских наций против Камеруна (0:1). В 2008 году Тжикузу мог попасть в состав команды на Кубка африканских наций в Гане, но нидерландский наставник «храбрых воинов» Ари Сханс не включил его в окончательную заявку. Ранее футболист вступал в ссору с предыдущим тренером сборной Беном Бамфучиле. За национальную команду он выступал до 2011 года. За неё игрок провел 56 матчей, в которых забил 12 голов.

## Достижения
- Обладатель Кубка Намибии (1): 2013/14.